# Левашовская пустошь
Левашо́вская пу́стошь (также Левашовское мемориа́льное кла́дбище) — урочище в пригороде Санкт-Петербурга вблизи посёлка Левашово, служившее местом захоронения жертв советских политических репрессий с 1937 по 1955 год. По разным подсчётам в нём находятся останки от 19 450 до 46 771 человека. За прошедшие со времени захоронений годы пустошь превратилась в рощу.
Полигон оставался секретным объектом КГБ СССР до 1989 года, когда он был обнаружен поисковой группой ленинградского отделения общества «Мемориал». С этого момента Левашовская пустошь начала обустраиваться как мемориальное кладбище. На нём установлено несколько десятков общих и более 1300 личных памятных знаков. В 2015 году мемориальному кладбищу присвоен статус объекта культурного наследия России.
Левашовская пустошь являлась одним из основных мест захоронений жертв советских репрессий в Ленинграде и Ленинградской области. И, хотя в этом регионе существовали десятки других полигонов, большинство из них не найдено до сих пор, а Левашовская пустошь долгое время оставалась первым и единственным официально признанным местом захоронений. В результате этого она стала символом политических репрессий в Ленинграде. А поскольку точные места захоронений конкретных людей до сих пор неизвестны, то Левашовское кладбище стало сосредоточением их кенотафов.

## История убийств
Период политических репрессий в СССР с 1937 по 1938 год вошёл в историю как «Большой террор». Этот термин охватывает целый ряд спецопераций НКВД, в результате которых по всей территории страны репрессиям подверглись сотни тысяч людей. Многие из них были убиты. Большой террор был развёрнут по решению Политбюро ЦК ВКП(б) от 2 июля 1937 года. Этой кампанией официально руководил глава НКВД Николай Ежов, однако фактическим инициатором был Иосиф Сталин.
Подведомственная региональному отделению НКВД Ленинградская область в то время включала в себя территории нынешних Мурманской, Новгородской, Псковской и части Вологодской областей. Кроме того, к его ведению относился и Соловецкий лагерь особого назначения.

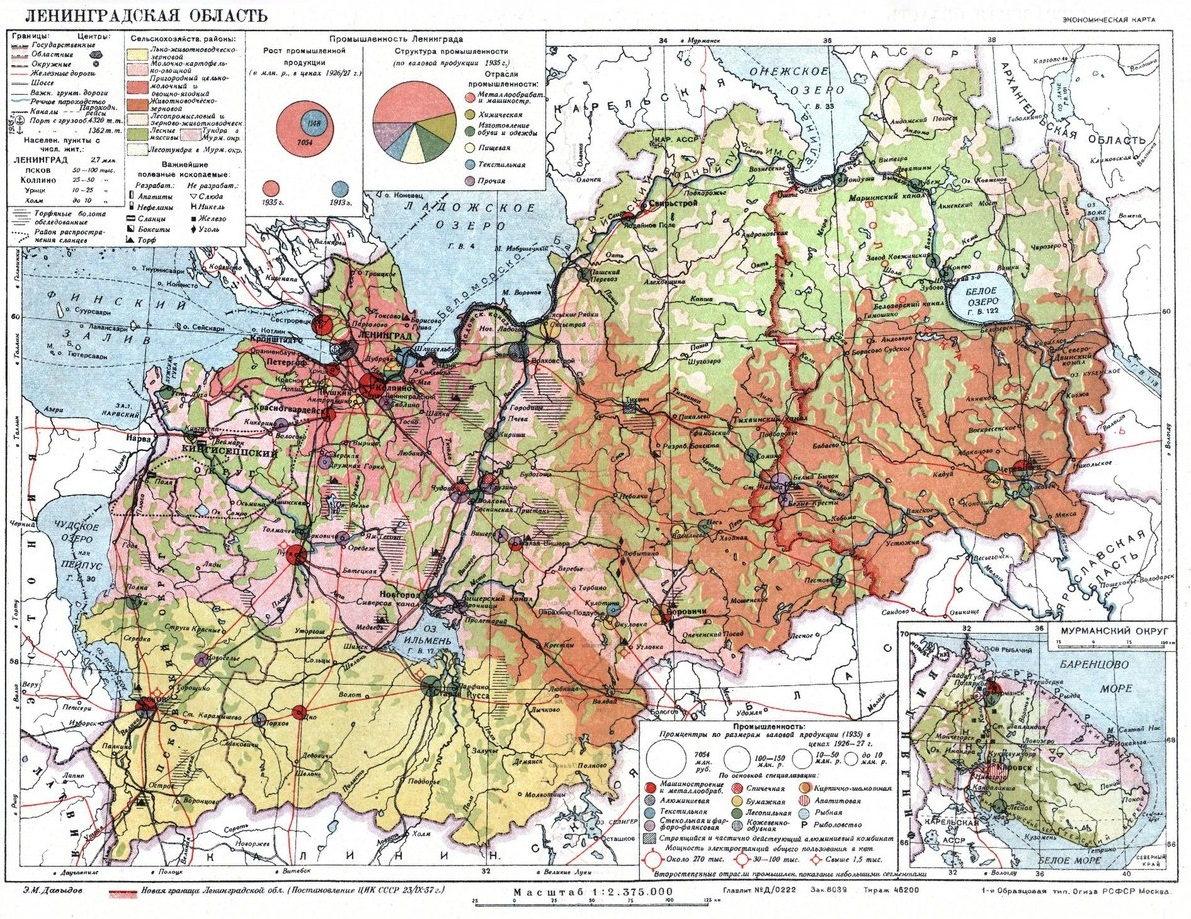
Карта Ленобласти в 1937 г., БСЭ

30 июля 1937 года Николай Ежов издал секретный приказ № 00447, который дал старт так называемой «кулацкой операции». Согласно этому распоряжению региональным властям предписывалось провести тайные казни политически чуждых людей, количество которых заранее определялось решением Москвы. Так в Ленинграде и области в течение четырёх месяцев, начиная с 5 августа 1937 года, должны были расстрелять 4000 человек. А 31 января 1938 года Политбюро ЦК ВКП(б) утвердило дополнительное количество подлежащих расстрелу — 3000 человек. В каждом регионе для осуществления операции учреждался особый внесудебный орган — «тройка». В Ленинграде и Ленинградской области в её состав вошли начальник Управления НКВД по Ленинграду и Ленинградской области Леонид Заковский (однако тот поручил руководство операцией своему заместителю Владимиру Гарину, потом его сменил Михаил Литвин), прокурор области Борис Позерн и 2-й секретарь Ленинградского обкома ВКП(б) Пётр Смородин (потом его заменил Алексей Кузнецов). Этот орган выносил смертные приговоры, причём их количество в итоге во много раз превысило московские «лимиты».
Старт «Национальным операциям» дал секретный приказу наркома НКВД № 00439 от 25 июля 1937 года «Об операции по репрессированию германских подданных, подозревавшихся в шпионаже против СССР», а продолжение они получили по «польскому» (№ 00485) и «харбинскому» (№ 00593) приказам. Приговоры полякам, немцам, латышам, финнам, эстонцам и представителям иных национальностей выносила Комиссия НКВД СССР и прокурора Союза ССР в составе Николая Ежова и Андрея Вышинского. Составленный в 2002 году петербургским немецким обществом список расстрелянных в Ленинграде в годы «Большого террора» и (предположительно) захороненных на Левашовской пустоши насчитывает 166 человек.
Отдельный приказ (№ 59190) НКВД касался уничтожения заключённых Соловецкого лагеря.

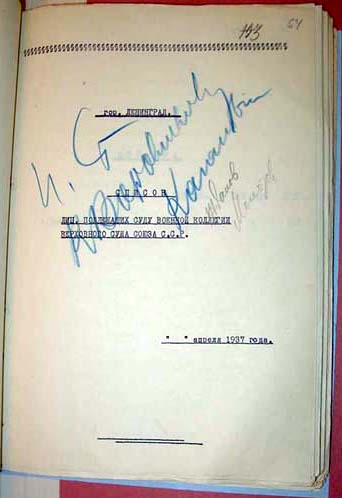
Расстрельные списки по Ленинграду. Подписи Сталина, Ворошилова, Кагановича, Жданова и Молотова. Апрель 1937 года. АП РФ, оп.24, дело 409, лист 54

Также смертные приговоры выносили Военная коллегия Верховного суда СССР и Спецколлегия Ленинградского областного суда.
Исследователи отмечают, что пытки, шантаж, запугивание и обман заключённых были рутинным делом при проведении «следствия» в годы Большого террора.

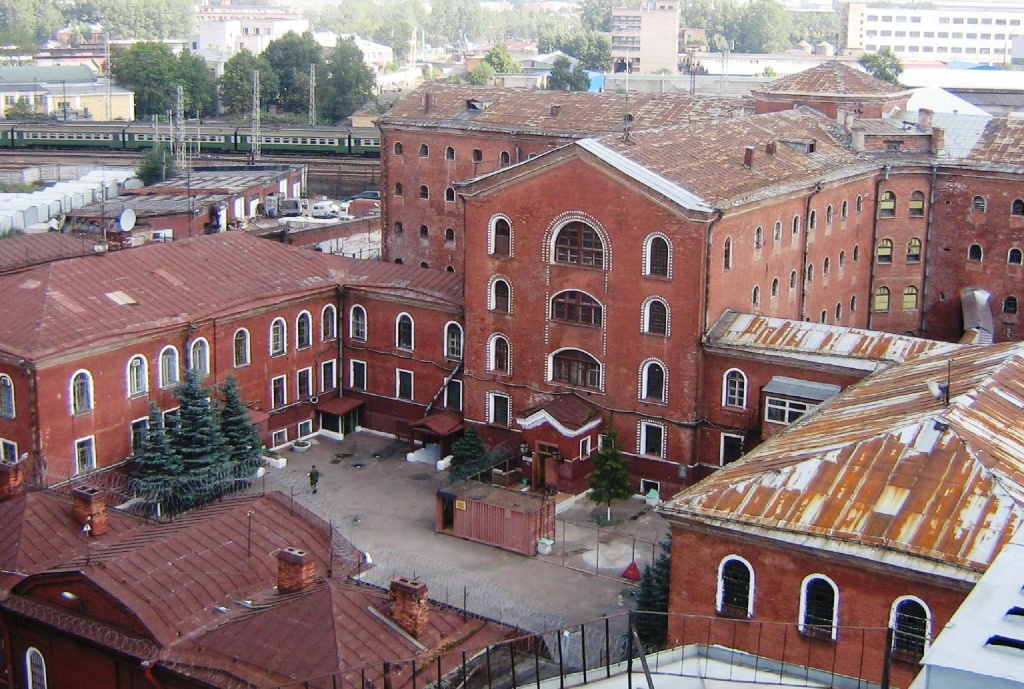
Здание тюрьмы на Нижегородской улице

По имеющимся данным приговорённых к казни (в том числе заключённых из Дома предварительного заключения, «Крестов», а также иногородних тюрем Мурманска, Пскова и т. д.) тайно доставляли в Отделение тюрьмы ГУГБ (ДПЗ) на Нижегородской улице. Палачами выступали сотрудники НКВД во главе с тюремным комендантом Александром Поликарповым. Перед расстрелом приговоры заключённым не объявлялись, им говорили, например, что ведут на медосмотр или что направляют в другую тюрьму. На месте казни жертвам связывали руки за спиной, сверяли личные данные и расстреливали. По некоторым свидетельствам ряд заключённых сотрудники НКВД забивали дубинками.
Согласно оценкам исследователей, всего в ходе Большого террора в Ленинграде были расстреляны 19370 человек в 1937 году и 21536 граждан в 1938 году.
Историки также отмечают, что расстрелы совершались и в других места Ленинградской области. А убитых в Ленинграде хоронили кроме Левашовской пустоши и на других полигонах (например, в урочище Койранкангас) и городских кладбищах (среди них — Кладбище Памяти жертв 9-го января).
После завершения Большего террора репрессии замедлили темп, но продолжались до самой смерти Иосифа Сталина. Смертные приговоры могли выносить в это время также военные трибуналы и Особое совещание при НКВД.

## История захоронения
Сразу после Октябрьской революции новые власти начали политику государственного террора против жителей своей страны. По оценкам исследователей, в период с 1918 по 1929 год в Петрограде-Ленинграде было расстреляно 4881 человек, с 1930 по 1936 — 6934 человек, с 1937 по 1954 — 46771 человек (из них по политическим мотивам — 40485 человек). Резко возросшее число казней во время Большого террора потребовало создания нового места для захоронений убитых. В сентябре 1937 года пустошь близь посёлка Левашово площадью 11,5 га была огорожена высоким забором и снабжена охраной. Но оформлено выделение под «специальное назначение» участка так называемой «Парголовской дачи» Парголовского лесхоза было задним числом лишь в 1938 году.
Исследователи предполагают, что сами расстрелы на территории Левашовской пустоши не проводились и она служила только как место захоронения. Сюда фургонами привозили (в основном по ночам) и закапывали в ямах и траншеях тела казнённых органами НКВД-МГБ-КГБ, а также людей, умерших и убитых в тюрьмах во время следствия.
Согласно подсчётам, осуществлённым управлением КГБ по Ленинградской области в середине 1960-х годов, в Левашовской пустоши захоронено около 19450 человек, из них в годы Большого террора около 8000 человек. При этом согласно сообщению 1989 года начальника Управления КГБ по Ленинградской области генерал-майора Анатолия Куркова число захороненных составляет 46771 человек, из которых осуждённых по общеуголовным (не подлежащим реабилитации) статьям только 6286 человек.
В 1965 году Левашовская пустошь была закрыта для захоронений, однако её территория продолжала оставаться засекреченной и строго охраняться. Здесь круглосуточно дежурили солдаты с собаками. С этой целью в 1975—1976 годах забор и въездные ворота были обновлены.
5 января 1989 года Политбюро ЦК КПСС приняло постановление «О дополнительных мерах по восстановлению справедливости в отношении жертв репрессий, имевших место в период 30-40-х и начала 50-х годов». Согласно этому решению пострадавшие невинные жертвы политических репрессий подлежали юридической реабилитации, а места их захоронений — благоустройству.
В апреле 1989 года поисковая группа общества «Мемориал» во главе с Валентином Муравским обнаружила засекреченный участок в районе посёлка Левашово и характерные проседания почвы в его ландшафте. Через несколько дней после этого КГБ официально признало, что Левашовская пустошь является местом захоронений жертв политических репрессий. При этом наличие других подобных полигонов чекисты отрицали.

## Похороненные в Левашове
Центр «Возвращённые имена» при Российской национальной библиотеке издаёт книгу памяти «Ленинградский мартиролог» со списком граждан, расстрелянных в Ленинграде и впоследствии реабилитированных.
Исследователи отмечают, что имена захороненных на Левашовской пустоши в абсолютном большинстве достоверно не известны, а групповые и личные памятники носят символический характер, являясь кенотафами. Однако само кладбище стало местом народной памяти по всем жертвам советских политических репрессий в Ленинграде и области. Этому способствовала и неоднозначность стандартных справок, выдаваемых ФСБ в ответ на запросы о местах погребения конкретных людей: «Установленным местом захоронения жертв сталинских репрессий является Левашовская пустошь…», «Жертвы репрессий в 30-40-х захоранивались в районе пос. Левашово…», «Как установлено, жертвы репрессий захоранивались на Левашовской пустоши…» и так далее. Не последнюю роль сыграла пресса, указывавшая это место как единственное захоронение убитых во время Большого террора в Ленинграде. В отсутствие полноценного исследования архивов ФСБ, которое могло бы прояснить ситуацию, многие родственники жертв хотели иметь хоть какое-то место для их поминовения и находили его в Левашовской пустоши.
Согласно мнению исследователей в Левашовской пустоши с большой долей вероятности захоронены тела шести человек, расстрелянных 1 октября 1950 году по «Ленинградскому делу» (Алексей Кузнецов, Пётр Попков, Николай Вознесенский, Яков Капустин, Пётр Лазутин и Михаил Родионов), а также четверых расстрелянных 19 декабря 1954 по делу министра МГБ Абакумова (Виктор Абакумов, Александр Леонов, Владимир Комаров, Михаил Лихачёв).
Некоторое время считалось, что «второй этап» из Соловецкого лагеря (504 человека) был расстрелян и захоронен в Левашовской пустоши, однако в настоящий момент исследователи предполагают, что это произошло в районе Лодейного поля.

## Мемориализация захоронения

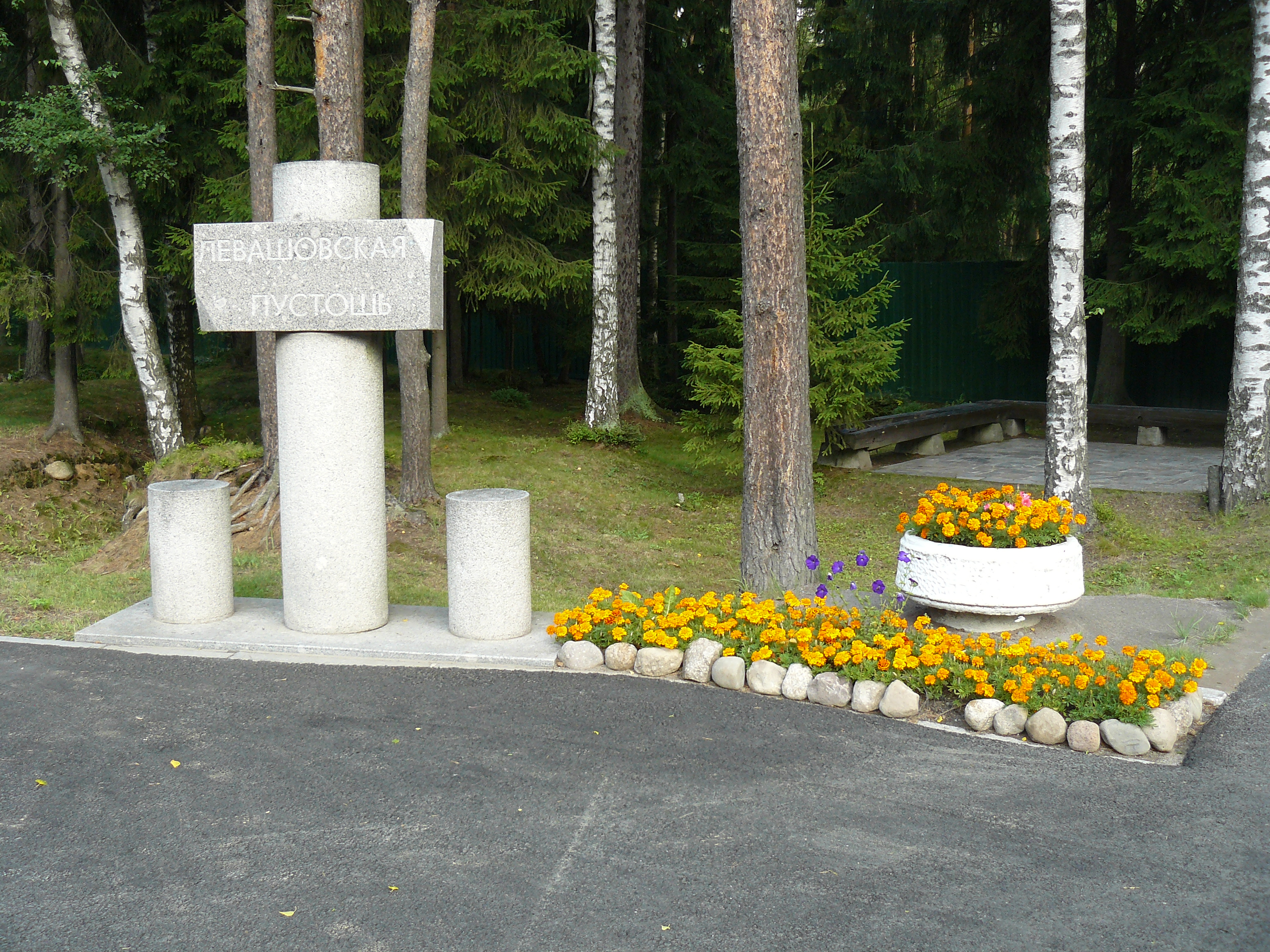
У входа на кладбище

К моменту обнаружения Левашовская пустошь сохранилось практически в нетронутом виде: около въездных ворот находилось караульное здание с сигнальным колоколом на крыльце, рядом стояли хозяйственные постройки, прежде всего — сарай-гараж, в глубину кладбища тянулась дорога с автомобильной колеёй, разветвляющаяся в его центре, на месте расстрельных ям просел грунт, весь периметр полигона окружал забор с собачьей охранной тропой вдоль него. Однако на месте пустоши за прошедшее со времён захоронений время поднялся лес.
18 июля 1989 года Исполком Ленсовета принял решение № 544 «О благоустройстве места захоронения жертв репрессий 30-40 х и начала 50-х гг.», согласно которому Левашовская пустошь признавалась мемориальным кладбищем и передавалась в ведение этого госоргана. Также Главному управлению архитектуры и градостроительства было поручена разработка проекта её обустройства. Однако план, разработанный мастерской № 9 ЛенНИИпроекта под руководством архитектора Алексея Лелякова, так и не был полностью претворён в жизнь из-за недостатка финансирования.
Уже во второй половине июля 1989 года силами общества «Мемориал» во главе с Валентином Муравским в центре полигона на развилке дорожек в качестве первого памятного знака был установлен небольшой гранитный валун. Рядом на дереве активисты повесили христианский крест.
В 1989—1990 годах трест ГРИИ вместе со специальной лабораторией института ВСЕГЕИ проводили обследования территории Левашовской пустоши: съёмку местности, выборочную шурфовку грунта, размечали границы захоронения и мест расположения ям и траншей. Однако результаты этой работы так и не были обнародованы, а временная разметка не сохранилась.
До передачи в 1990 году полигона городу, его посещение было возможно только с разрешения КГБ. Несмотря на это уже 21 октября 1989 года и 14 апреля 1990 года в Левашовской пустоши состоялись первые поминальные акции, отслужены панихиды, во время которых родные убитых развесили их фотографии на деревьях и повязывали ленточки с надписями.
7 мая 1992 года старожил близлежащей деревни Новосёлки Алексей Волчёнков, бывший свидетелем создания забора полигона в 1937 году, установил в Левашовской пустоши крест-голубец, в память о своих убитых родных и односельчанах. 6 июня 1993 года в начале дороги на полигоне Ассоциацией жертв необоснованных репрессий по проекту Алексея Лелякова была торжественно открыта деревянная звонница с колоколом.

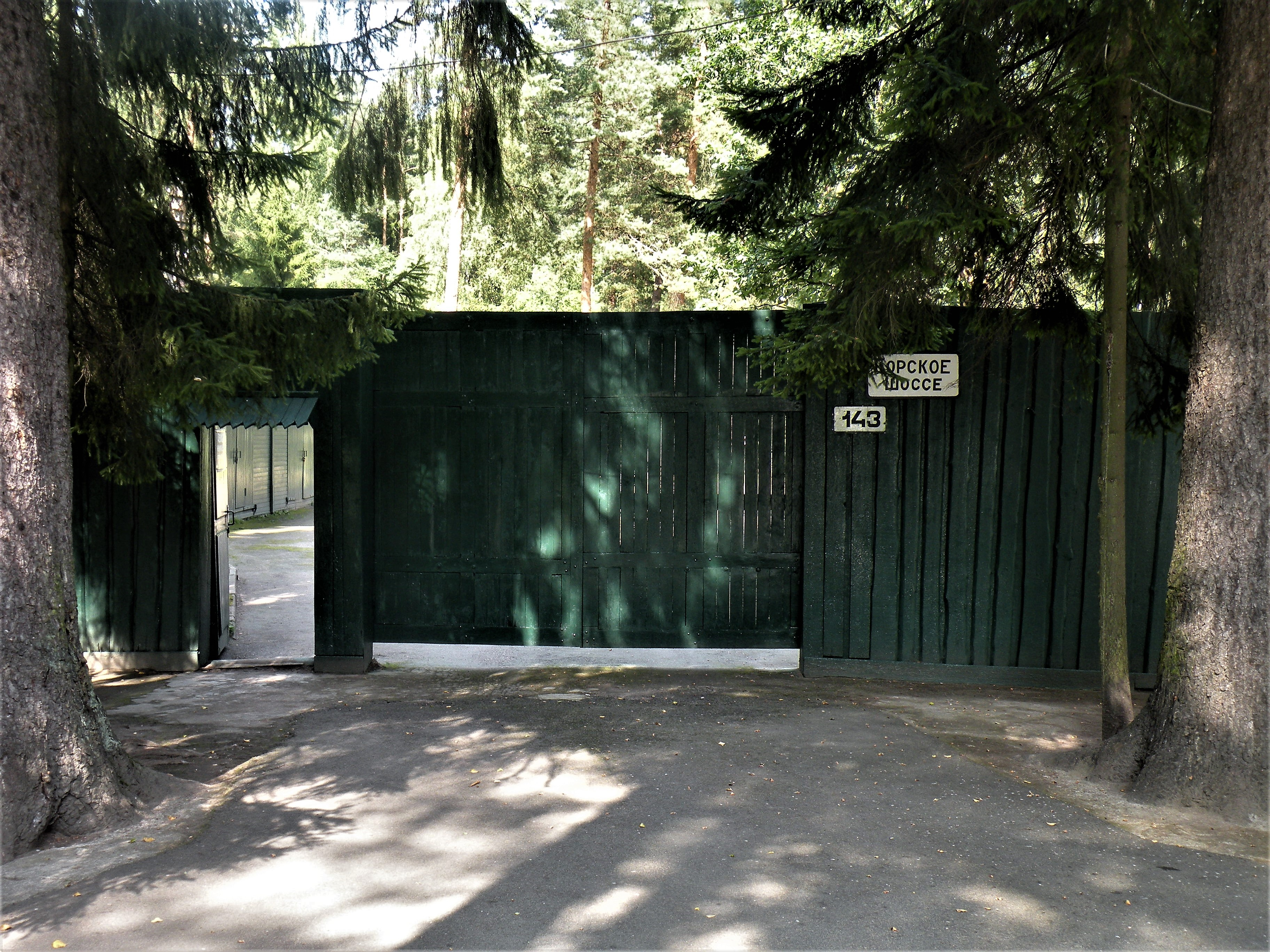
Въездные ворота
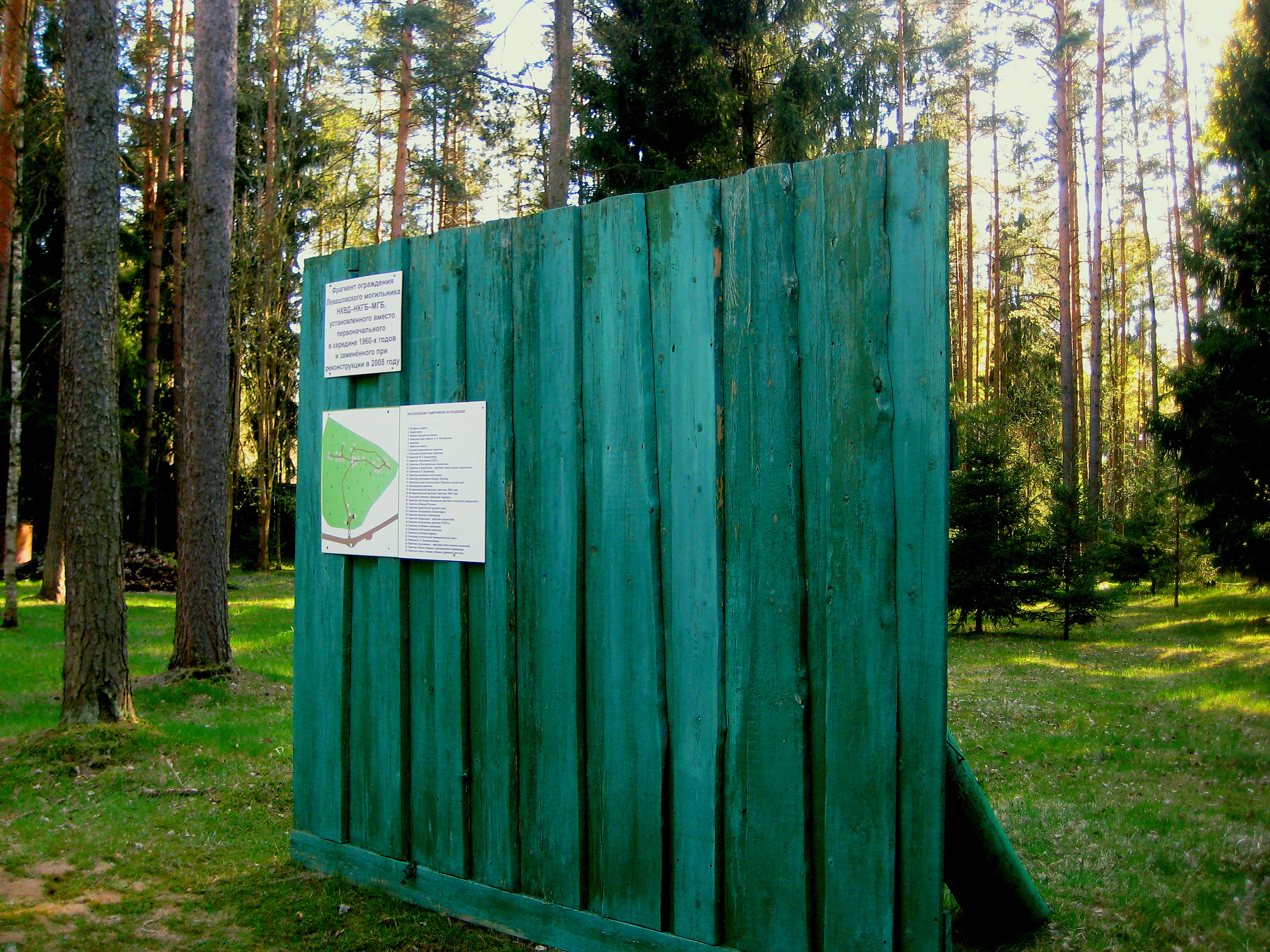
Фрагмент старого забора
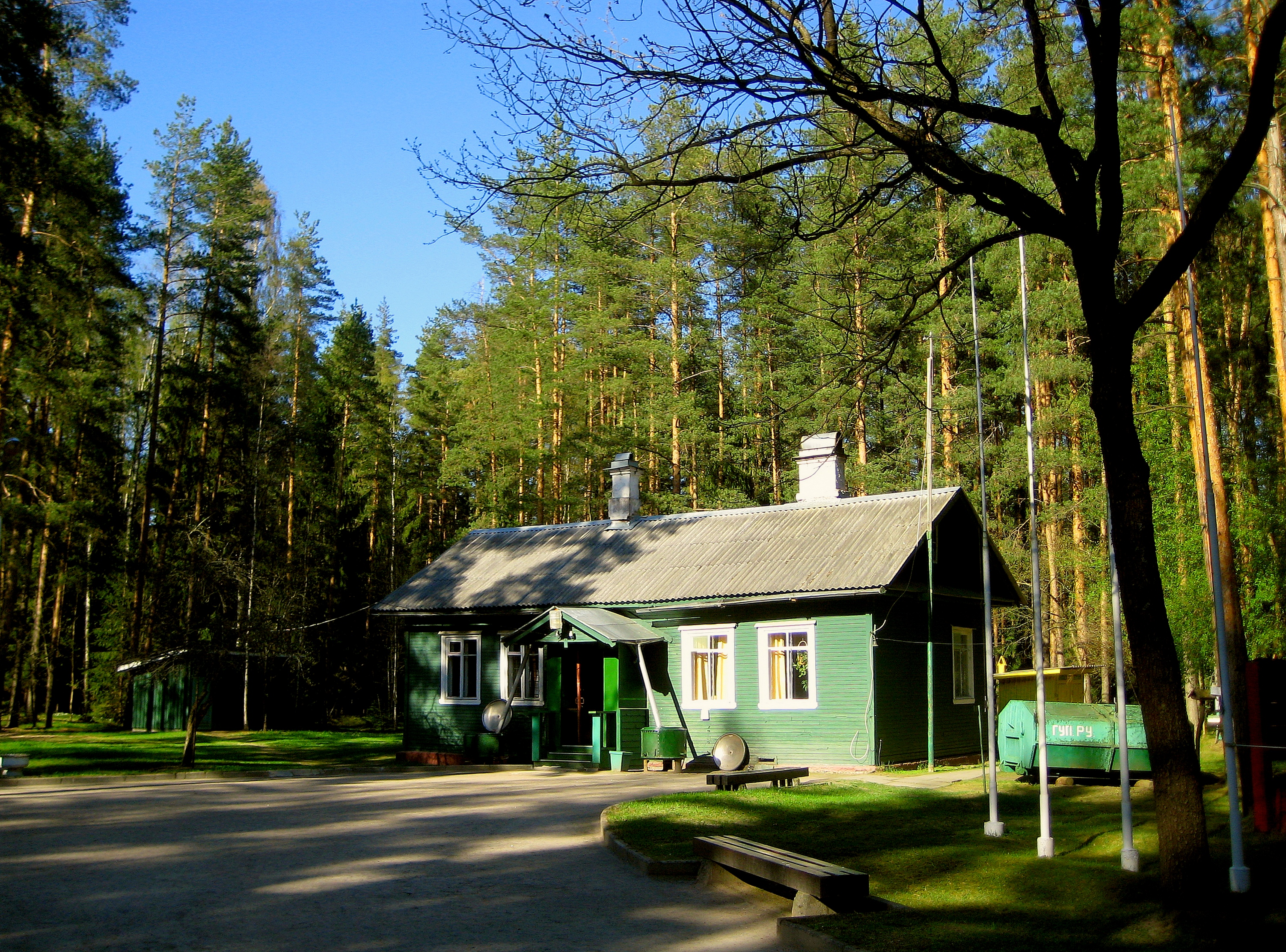
Бывшее караульное здание
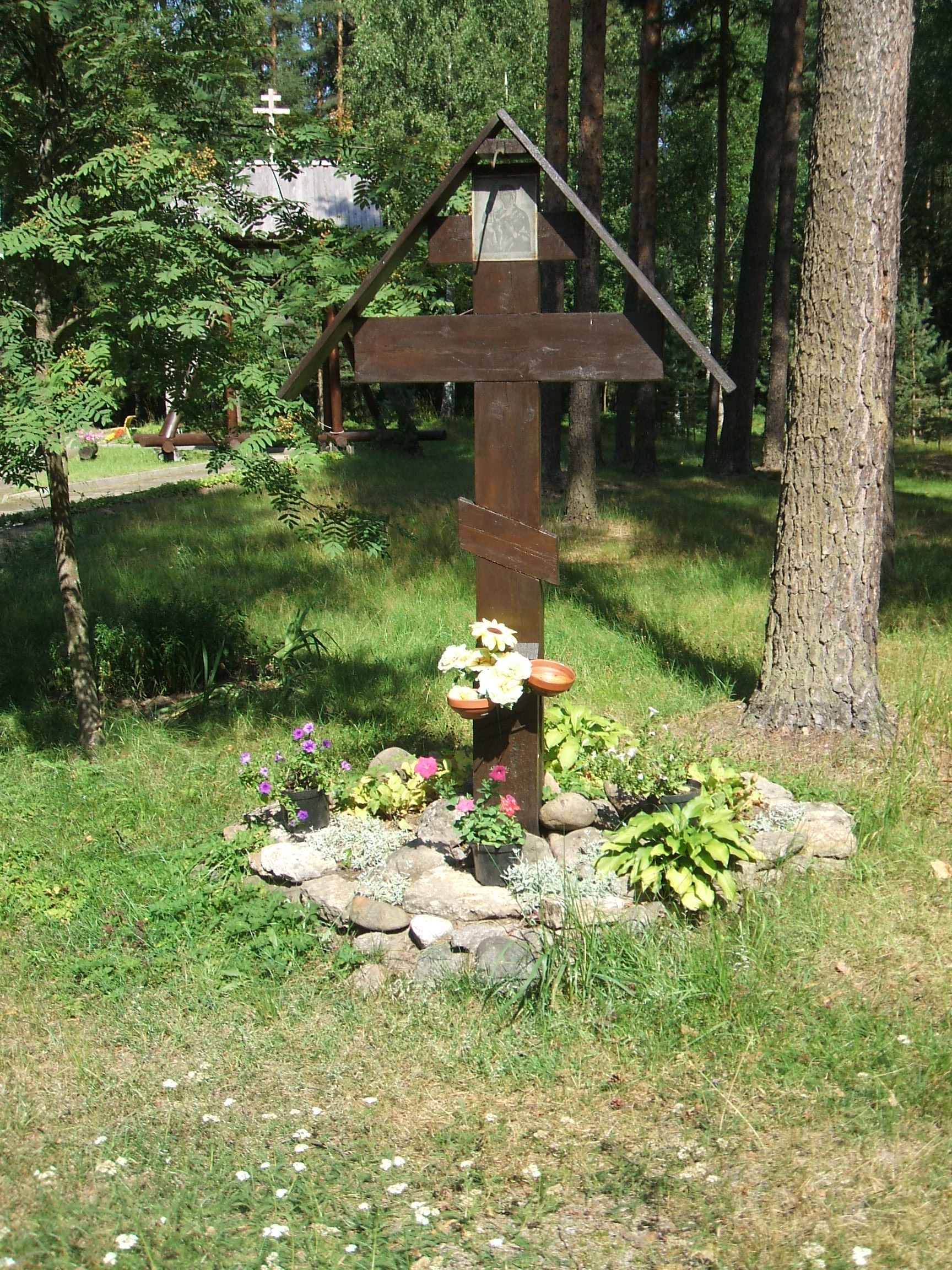
Первый голубец
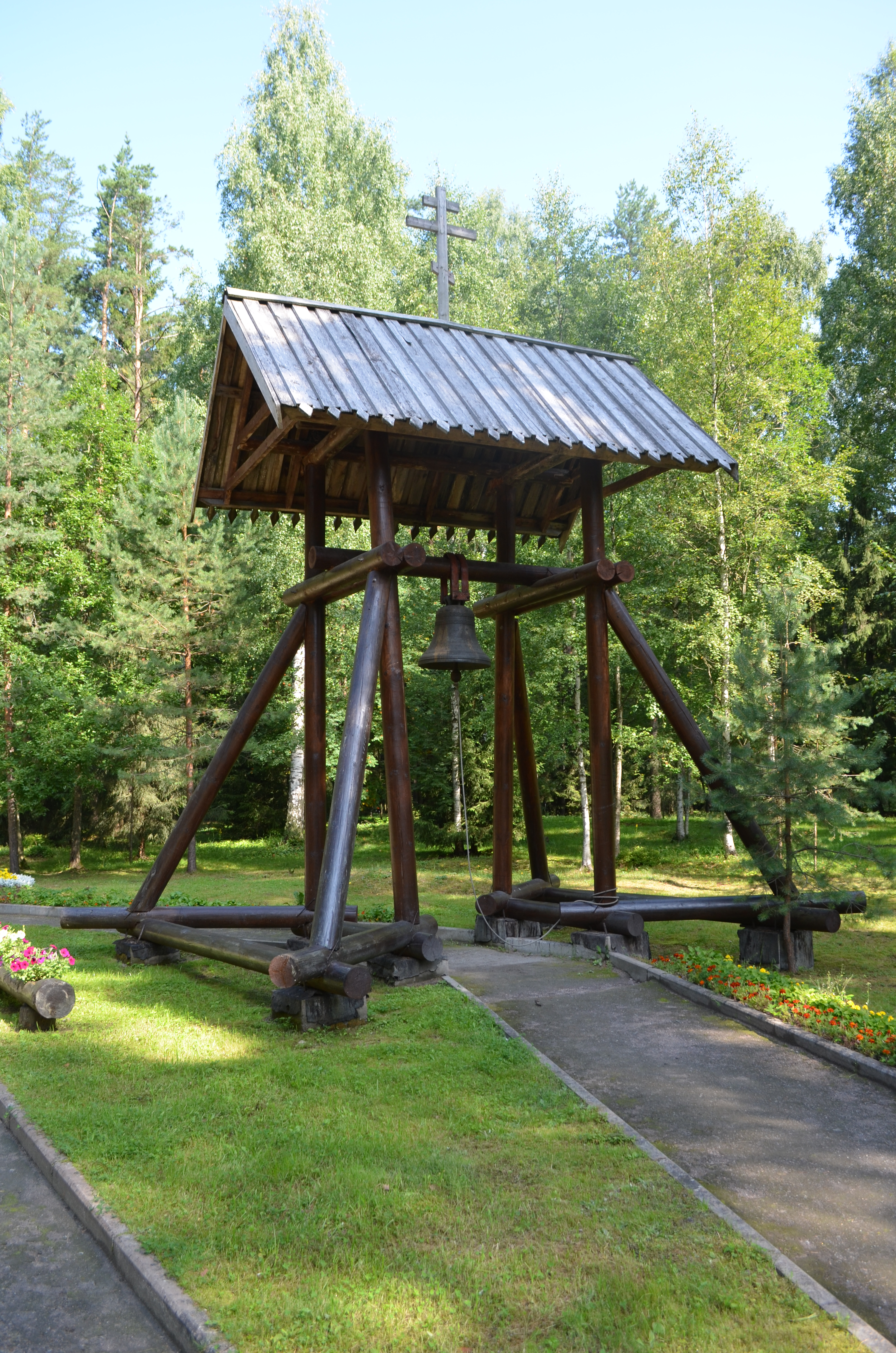
Звонница

8 мая 1992 года в Левашовской пустоши был открыт первый этно-конфессиональный памятник — белорусско-литовский. Его создали по инициативе «Мемориала», Ассоциации жертв необоснованных репрессий, петербургских белорусского товарищества и литовского землячества. На церемонии открытия присутствовали православный и католический священники, а также раввин. Памятник представляет собой лотарингский крест высотой 2,5 метра, изготовленный по проекту Анатолия Разумова и И. Чернякевича.
В 1993 году на развилке дорог в центре полигона по инициативе «Мемориала» был установлен четырёхметровый православный («русский») поклонный крест с иконой «Спас Нерукотворный» на нём. Перед крестом разместили камень, отёсанный наподобие алтаря с надписью: «И сотвори им вечную память…». Автором мемориала выступил художник Дмитрий Богомолов. Недалеко от православного креста в то же время был установлен памятник полякам — жертвам массовых репрессий 1937—1938 годов с католическим крестом и надписью: «Прощаем и простите нас». Его эскиз был выполнен художником Анжеем Масянисом. Оба креста были освещены 19 апреля, а торжественно открыты 30 октября в День политического заключённого. Они представляют собой центр мемориала Левашовской пустоши, её «символическую Голгофу». 30 октября в помещении бывшего караульного здания также была открыта экспозиция, посвящённая истории советских репрессий, подготовленная членом Ассоциации жертв необоснованных репрессий Л. А. Барташевичем. Тогда же там появилась Книга посетителей, в которой можно оставить запись.
В дальнейшем в Левашовской пустоши были установлены и другие этно-конфессиональные памятники:
- 15 октября 1994 года создан памятник репрессированным ингерманландским финнам[36]
- 27 октября 1997 года открыт еврейский памятник[37]
- 23 мая 1998 года установлен памятный крест российским немцам[38]
- 30 октября 1998 года открыт памятник норвежцам[39]
- 30 октября 1999 года установлен памятник эстонцам[40]
- 31 октября 1999 года открыт поклонный крест насельницам Горицкого Воскресенского женского монастыря[41]
- В 2000 году создан памятник репрессированным ассирийцам Ленинграда[42]
- 13 августа 2001 года открыт памятный крест украинцам[43]
- 5 июня 2004 года установлен памятник латышам, расстрелянным в 1937—1938 годах[44]
- 3 сентября 2004 года был открыт семиметровый Литовский крест[45]
- 22 октября 2004 был установлен второй памятник ингерманландским финнам[46]
- 29 июня 2007 года открыт памятник итальянцам[47][48]
- 7 октября 2007 года установлен памятник репрессированным Адвентистам седьмого дня[49]
- комплекс памятных знаков убитым членам Древне-христианского общества (создан не позднее 2007 года)[50]
- 28 октября 2010 года был открыт памятник католикам СССР[51]
- В июне 2011 года установлен памятный знак немецким эмигрантам-антифашистам[52]
- 24 июня 2012 года создан памятник членам христианской общины трезвенников-чуриковцев[53]
- В октябре 2014 года был установлен памятник раввинам, расстрелянным в Ленинграде в 1937—1938 годах[54][55]
- Летом 2017 года открыт памятный крест членам приходского совета церкви Спасо-Преображения в Тярлево[56]
- композиция «К 70-летию Тихвинской Голгофы» (создана не ранее 2016 года)[57]
- 28 октября 2017 года года установлен памятник членам православных братств[58]
- 7 мая 2018 года был создан памятный знак пострадавшим служителям Князь-Владимирского собора[59]
- 24 июля 2019 года установлен памятник татарам[60][61]
- 15 сентября 2019 года создан памятник евангельским христианам-баптистам[62]
- 30 октября 2019 года был открыт памятник репрессированным в 1930-е годы ленинградским буддистам[63][64]
- в этот же день установлен памятник священнослужителям и мирянам Гатчинской епархии[65]
- 14 декабря 2019 года открыт памятник расстрелянным служащим и клирикам собора города Луги[66]

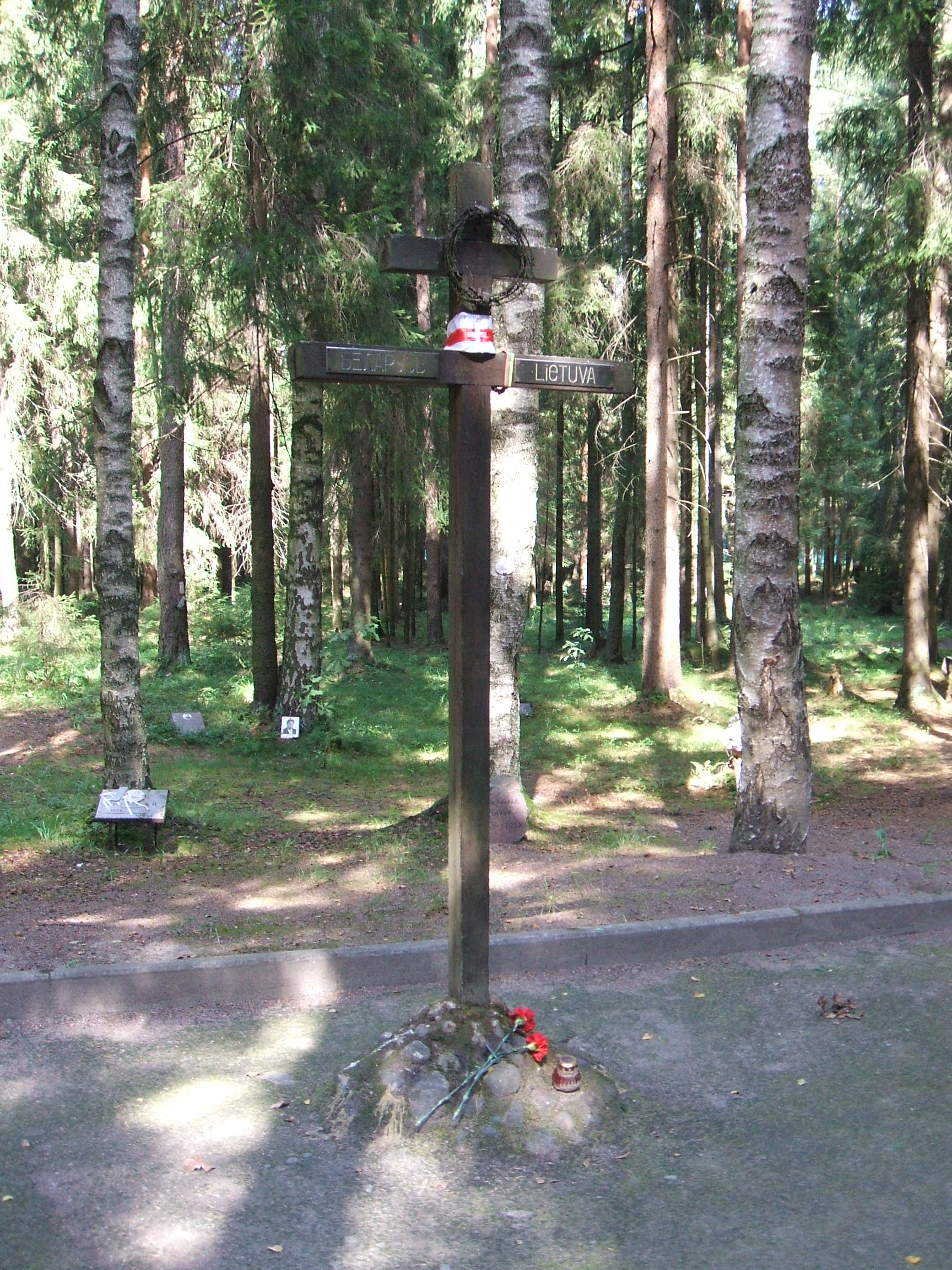
Белорусско-литовский крест
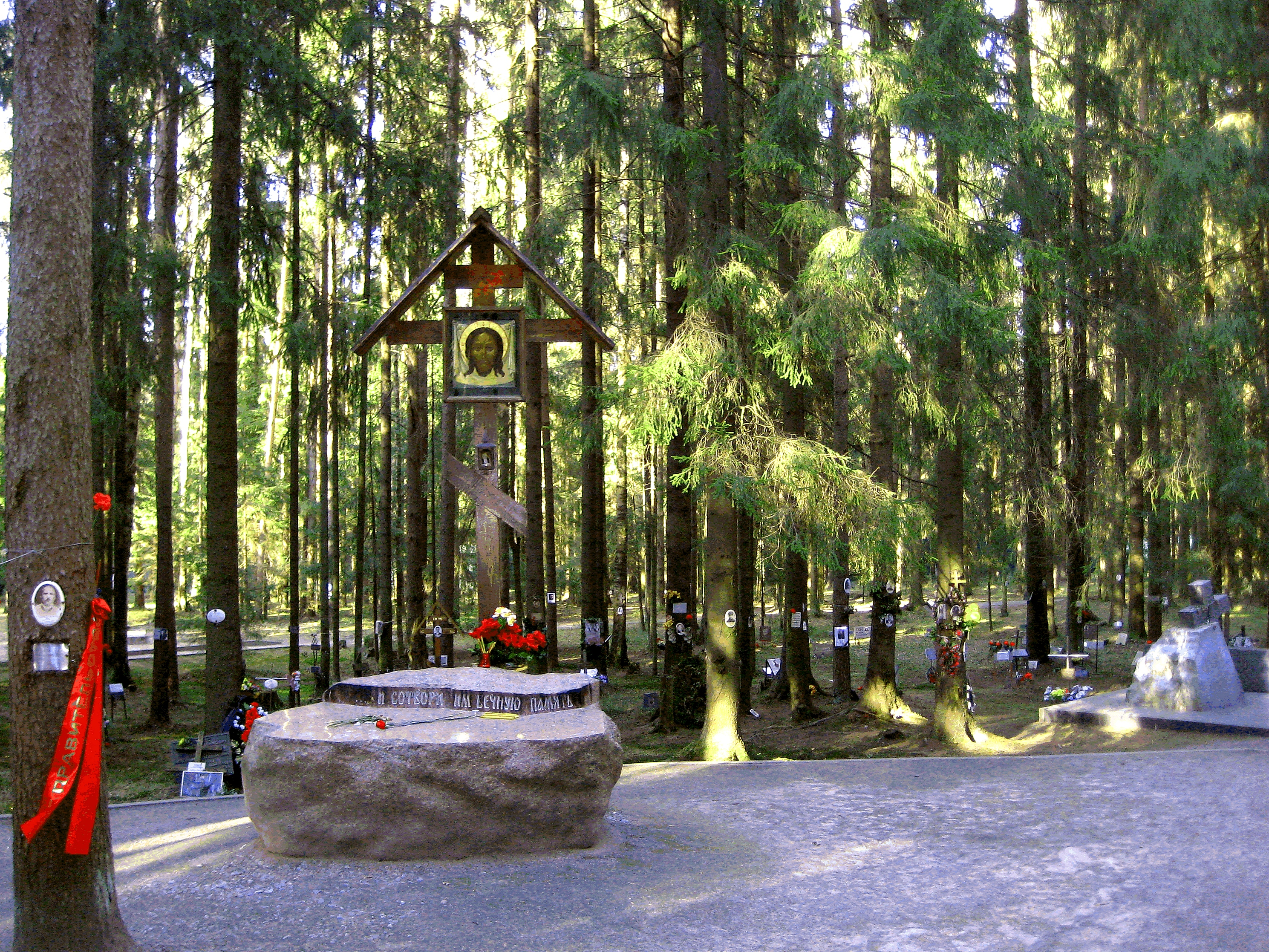
Православный крест
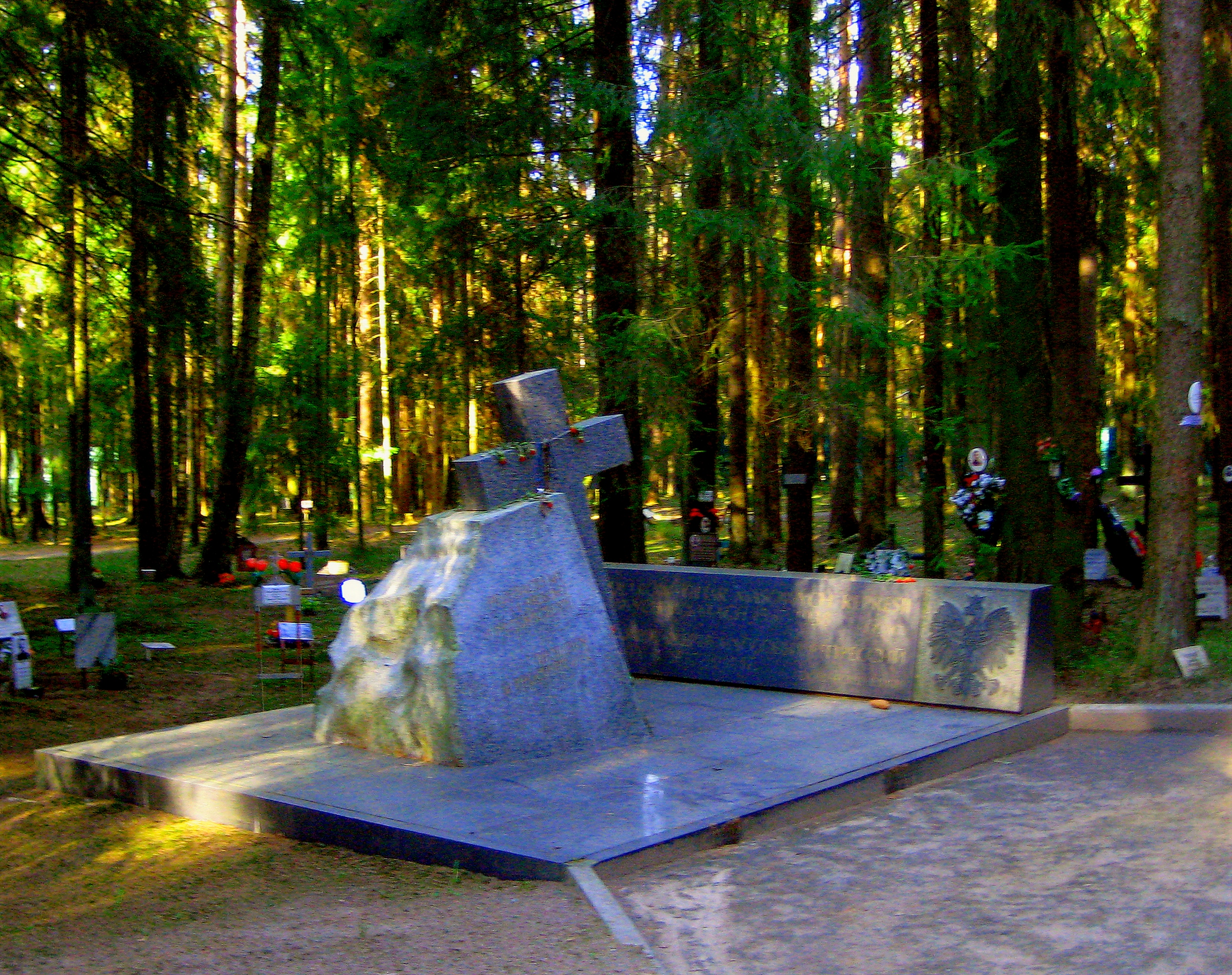
Памятник полякам
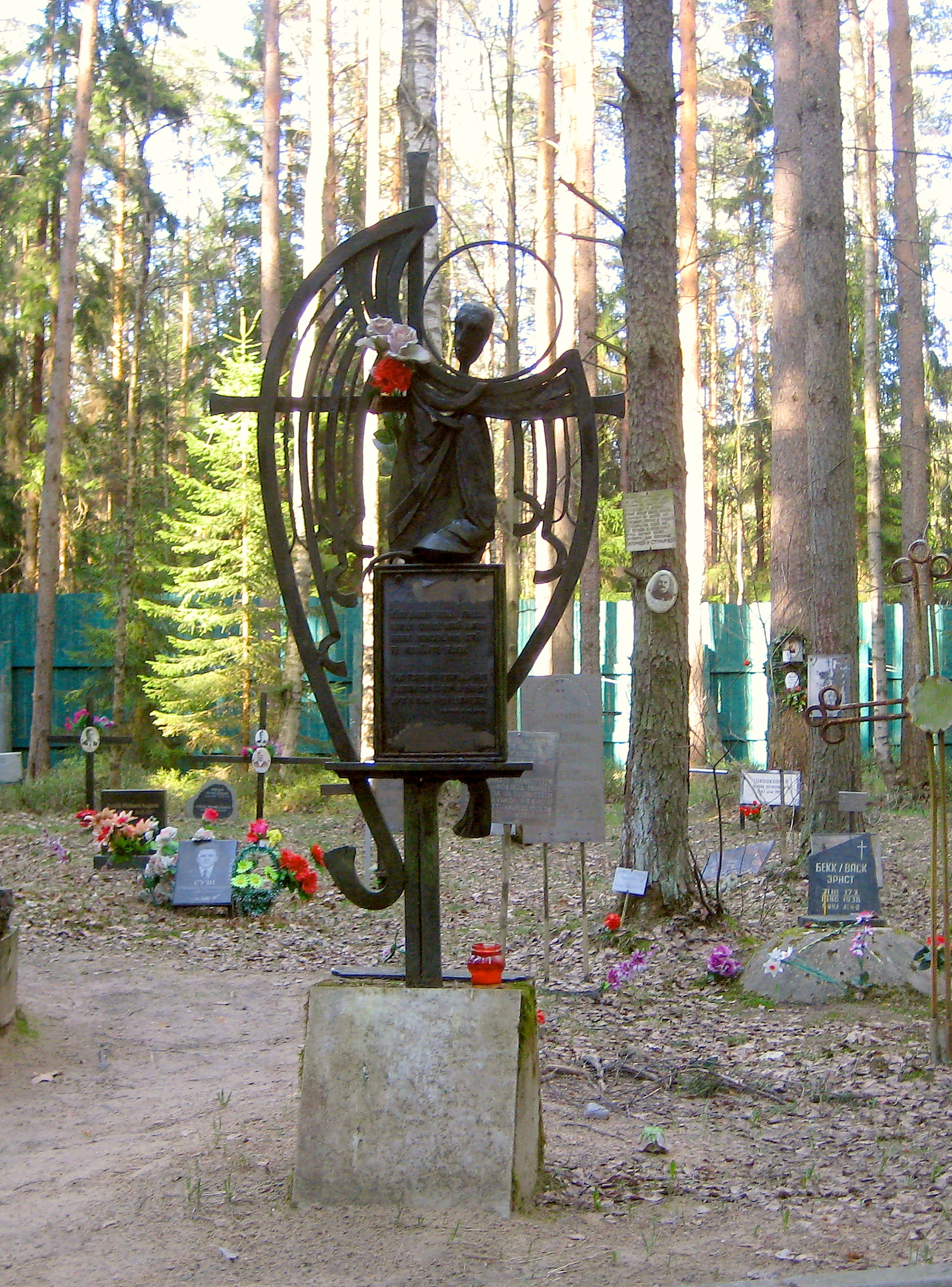
Памятник ингерманландцам
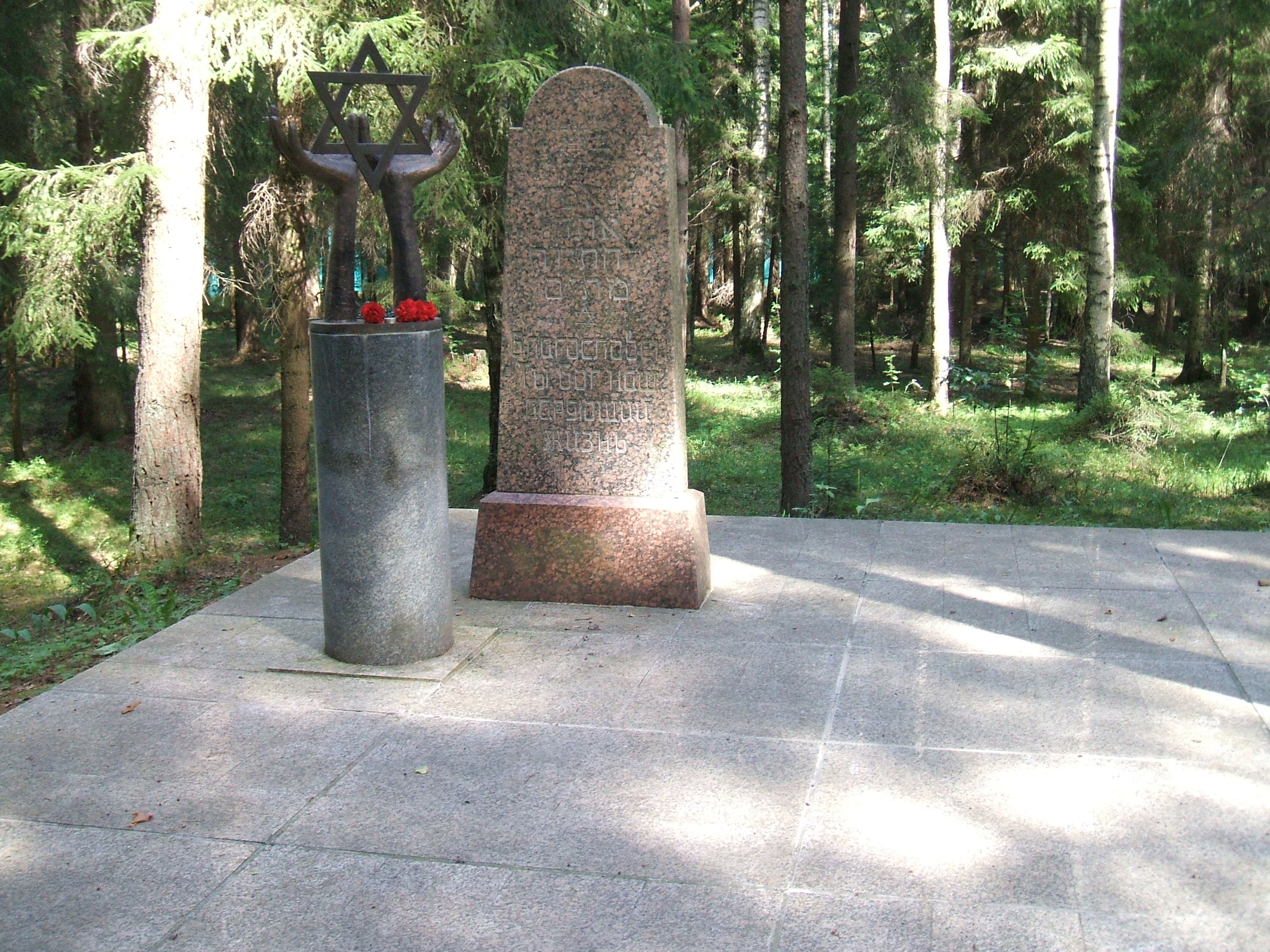
Памятник евреям

Помимо этого в Левашовской пустоши были созданы другие групповые мемориалы:
- 25 октября 1996 года открыт памятник репрессированным астрономам[67]
- 22 сентября 1998 года установлен памятник репрессированным псковичам[68][69]
- 20 июня 2003 года был заложен камень «Энергетикам — жертвам политических репрессий». Сам памятник открыт 30 октября 2008 года[70][71]
- Памятный знак жителям Лодейнопольского района (установлен примерно в 2006 году)[72][73]
- 5 сентября 2006 года установлен памятник новгородцам[74][75]
- 29 октября 2008 года создан памятник глухонемым[76][77]
- Памятник знак рыбакам Мурмана (создан не позднее 2010 года)[78]
- 30 октября 2010 года установлен памятный знак погибшим вологжанам[79][80]
- 10 августа 2014 года состоялось открытие креста-памятника участникам Первой мировой войны[81][82][83]
- 6 июня 2015 года установлена памятная доска жителям деревни Зимитицы[84]
- 23 мая 2017 года открыт памятный знак репрессированным сотрудникам завода «Двигатель»[85][86]
- 1 октября 2017 года установлен памятник расстрелянным по «Ленинградскому делу»[87]
- 9 июня 2018 года был открыт памятник репрессированным сотрудникам Института экспериментальной медицины[88][89]
- 30 октября 2018 года создан памятный знак кронштадтцам[90]
- Памятный знак жителям города Порхов (дата неизвестна)[91]

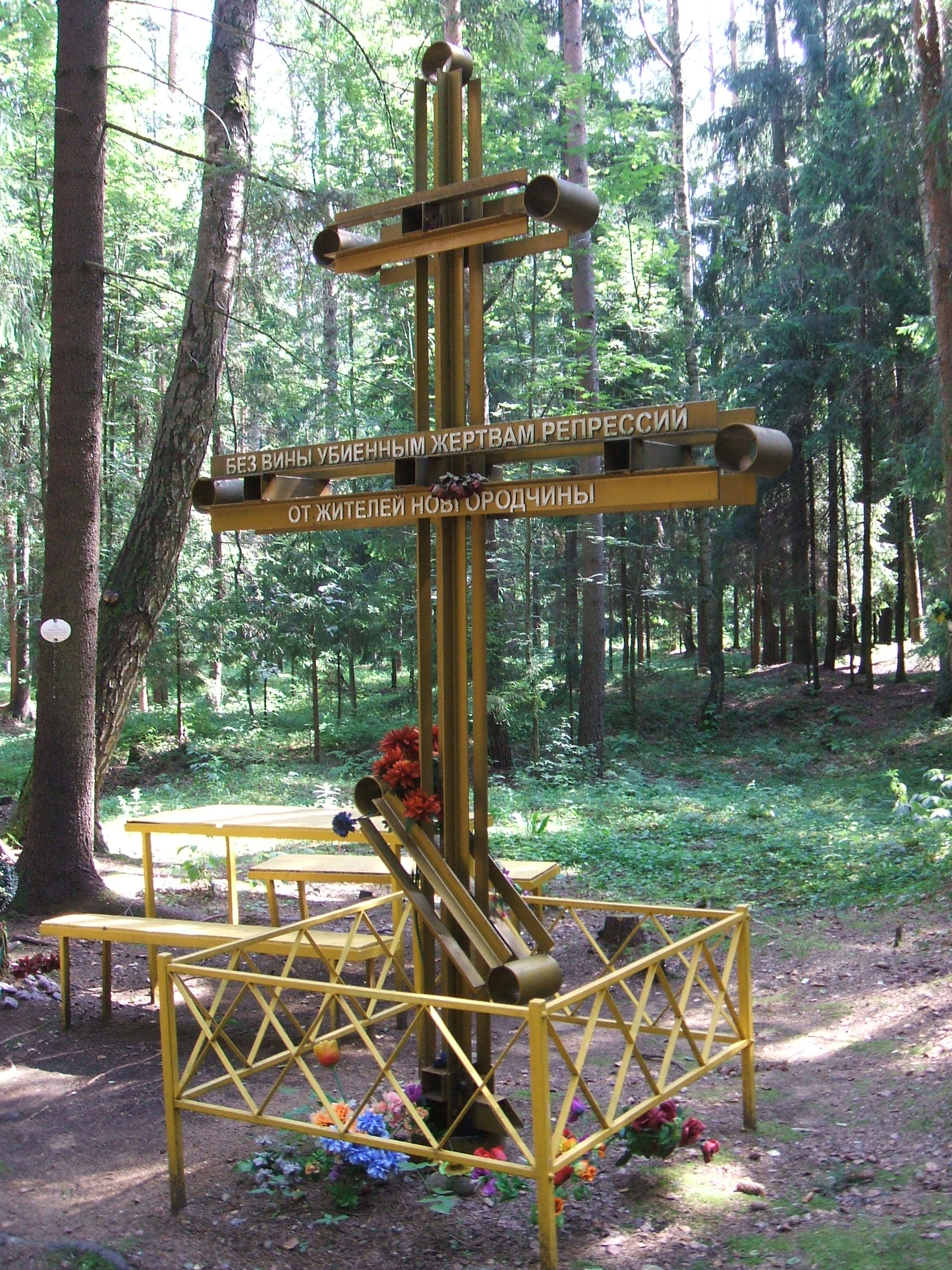
Памятник новгородцам
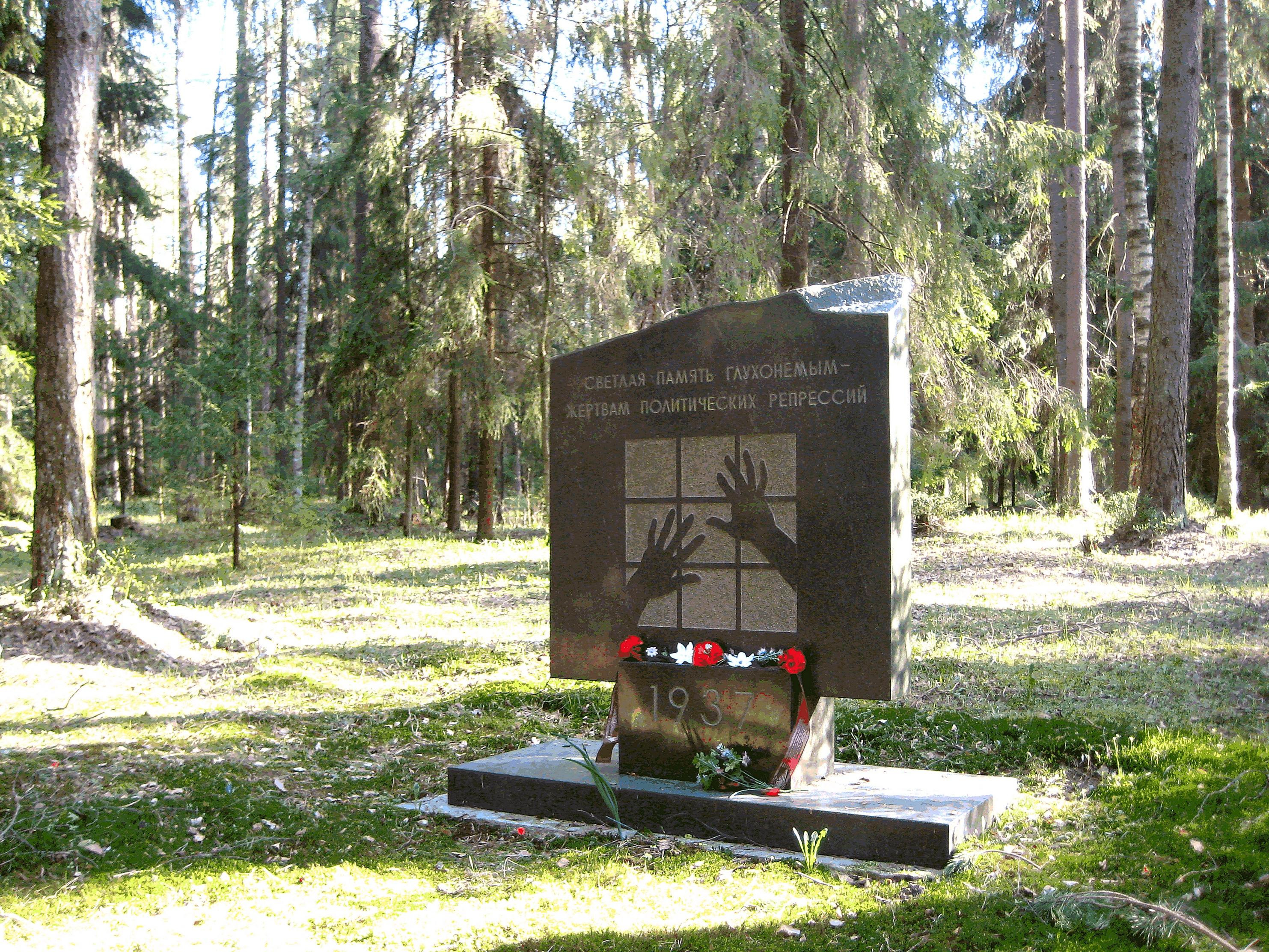
Памятник глухонемым
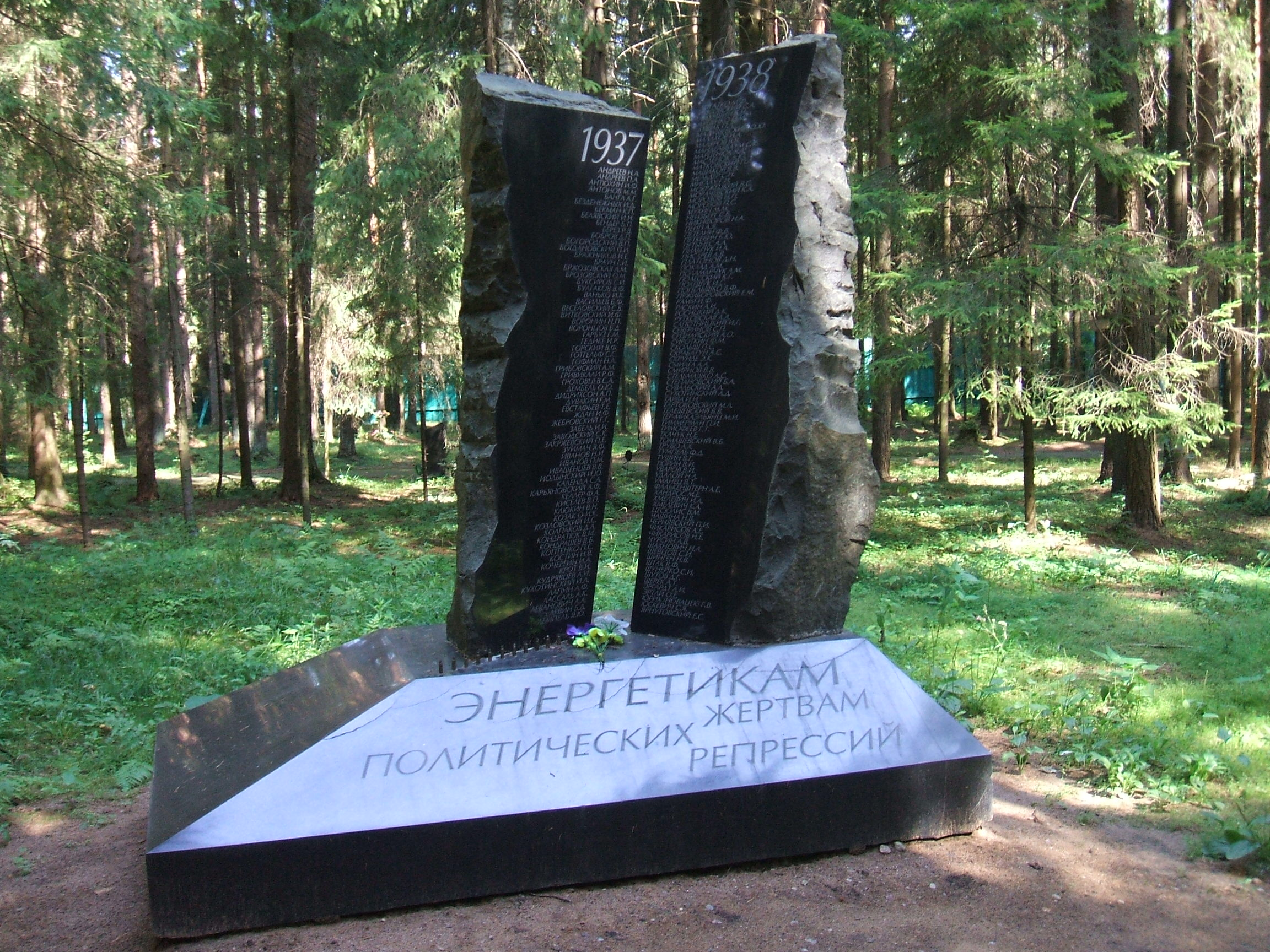
Памятник энергетикам
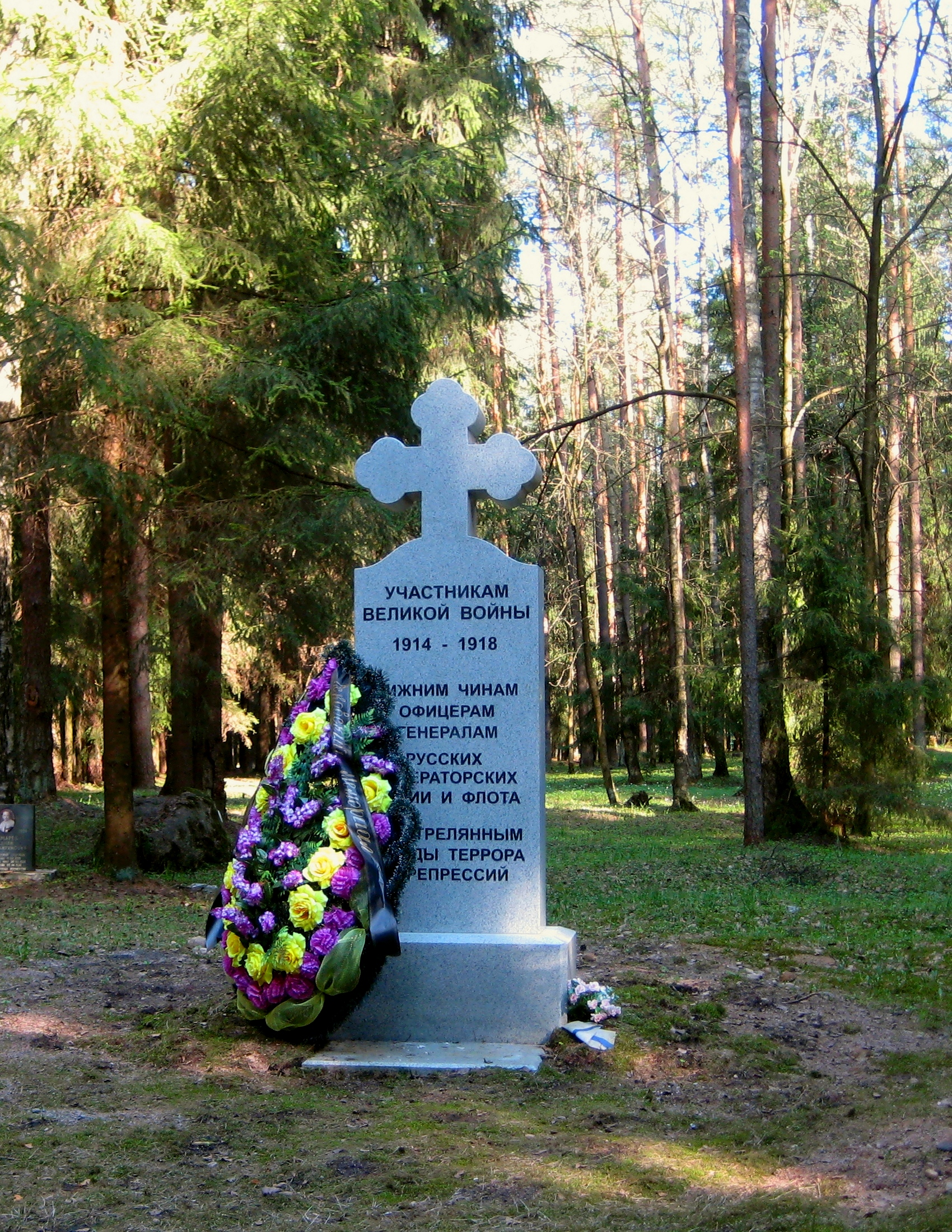
Памятник участникам ПМВ
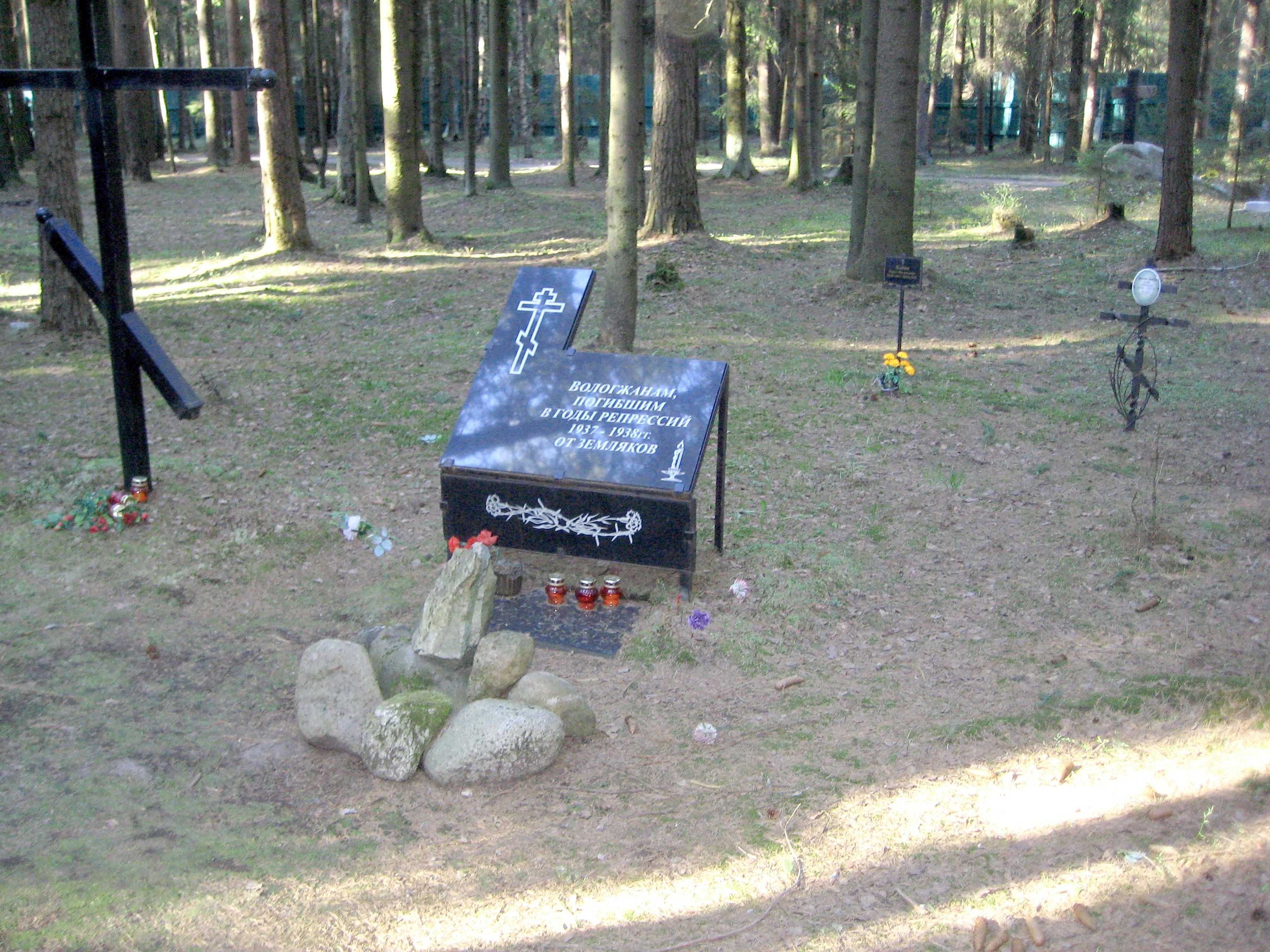
Памятник вологжанам

Кроме того, на полигоне присутствуют более 1300 личных памятников, посвящённых конкретным людям: от плит, памятников и крестов до эмалированных табличек и ленточек на деревьях, земляных холмиков, выложенных камнями и шишками. Эти знаки стали появляться практически сразу после открытия пустоши и с тех пор их количество неуклонно растёт. В частности в Левашовской пустоши установлены кенотафы поэту Борису Корнилову, физику Матвею Бронштейну, протоиерею Фёдору Окуневу, писателю Николаю Олейникову, экономисту Николаю Вознесенскому, поэту Юрию Юркуну и многим другим.
19 февраля 1996 года мэр Санкт-Петербурга Анатолий Собчак подписал распоряжение № 138-р «О создании в Санкт-Петербурге мемориала „Левашовская пустошь“ в память о жертвах политических репрессий». Согласно этому документу на благоустройство захоронения должно было ежемесячно выделяться 100 миллионов рублей. Писательница Лидия Чуковская также пожертвовала на эти цели часть своей Государственной премии за «Записки об Анне Ахматовой». На эти средства по проекту главного городского художника Ивана Уралова были обустроены дорожки кладбища, входная группа и площадка напротив неё. 15 мая 1996 года по распоряжению градоначальника перед воротами полигона установили знак «государственной памяти»: «Молох тоталитаризма» (скульпторы Нина Галицкая и Виталий Гамбаров, архитектор Алексей Леляков). На церемонии помимо мэра также присутствовали его помощники Владимир Путин и Алексей Кудрин. Но уже в июне финансирование благоустройства было прекращено.

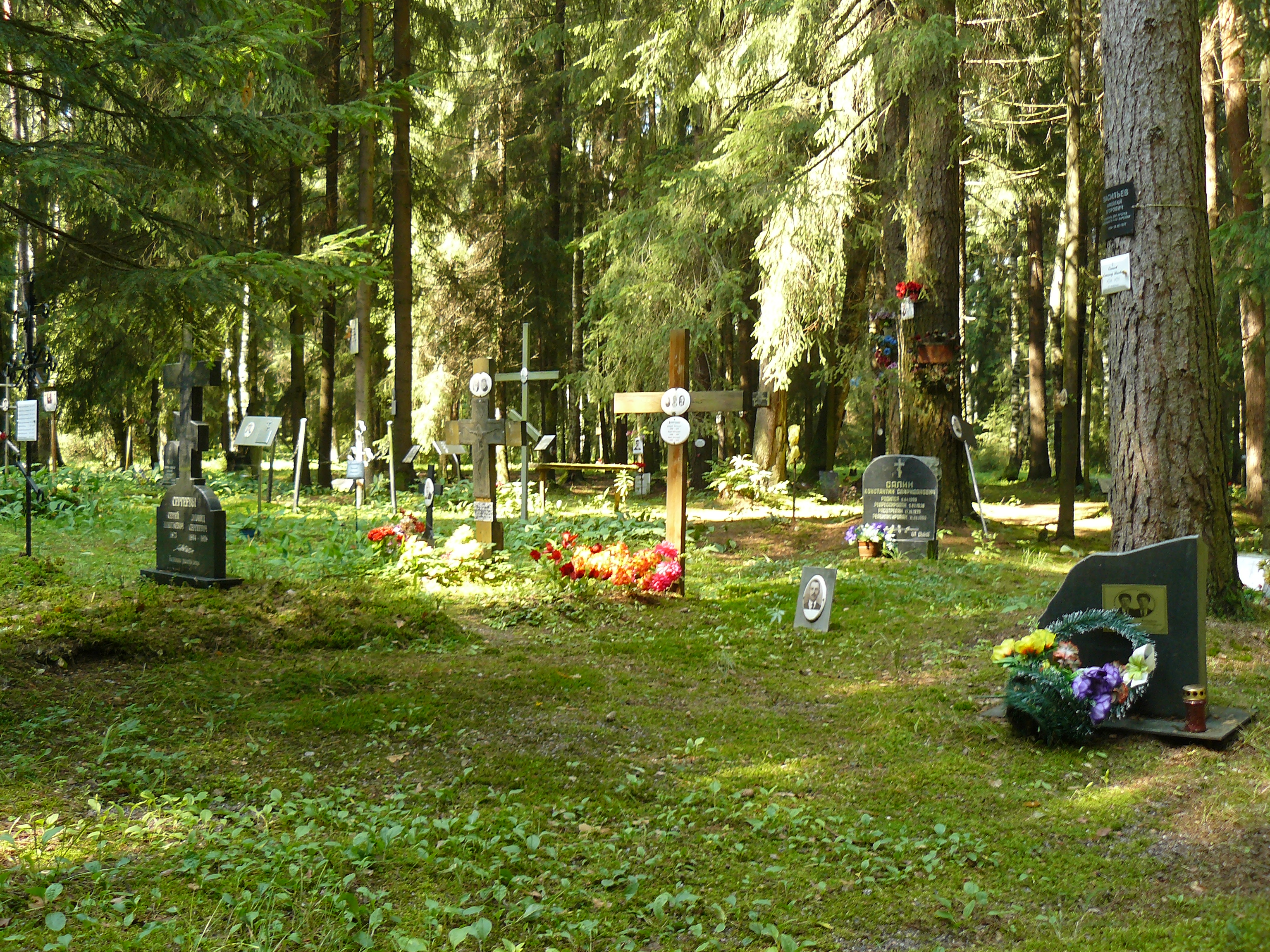
Личные памятники
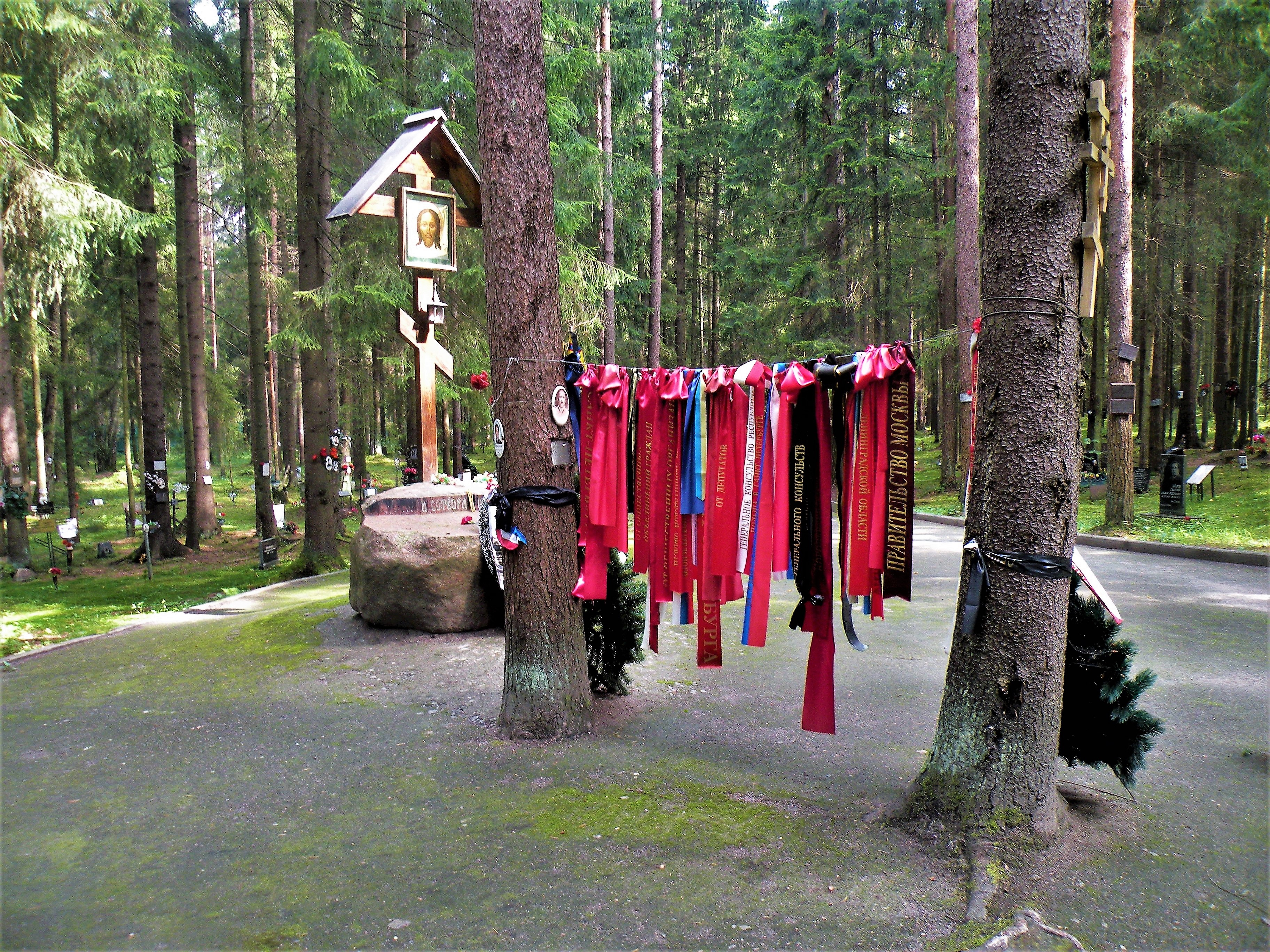
Ленты на деревьях
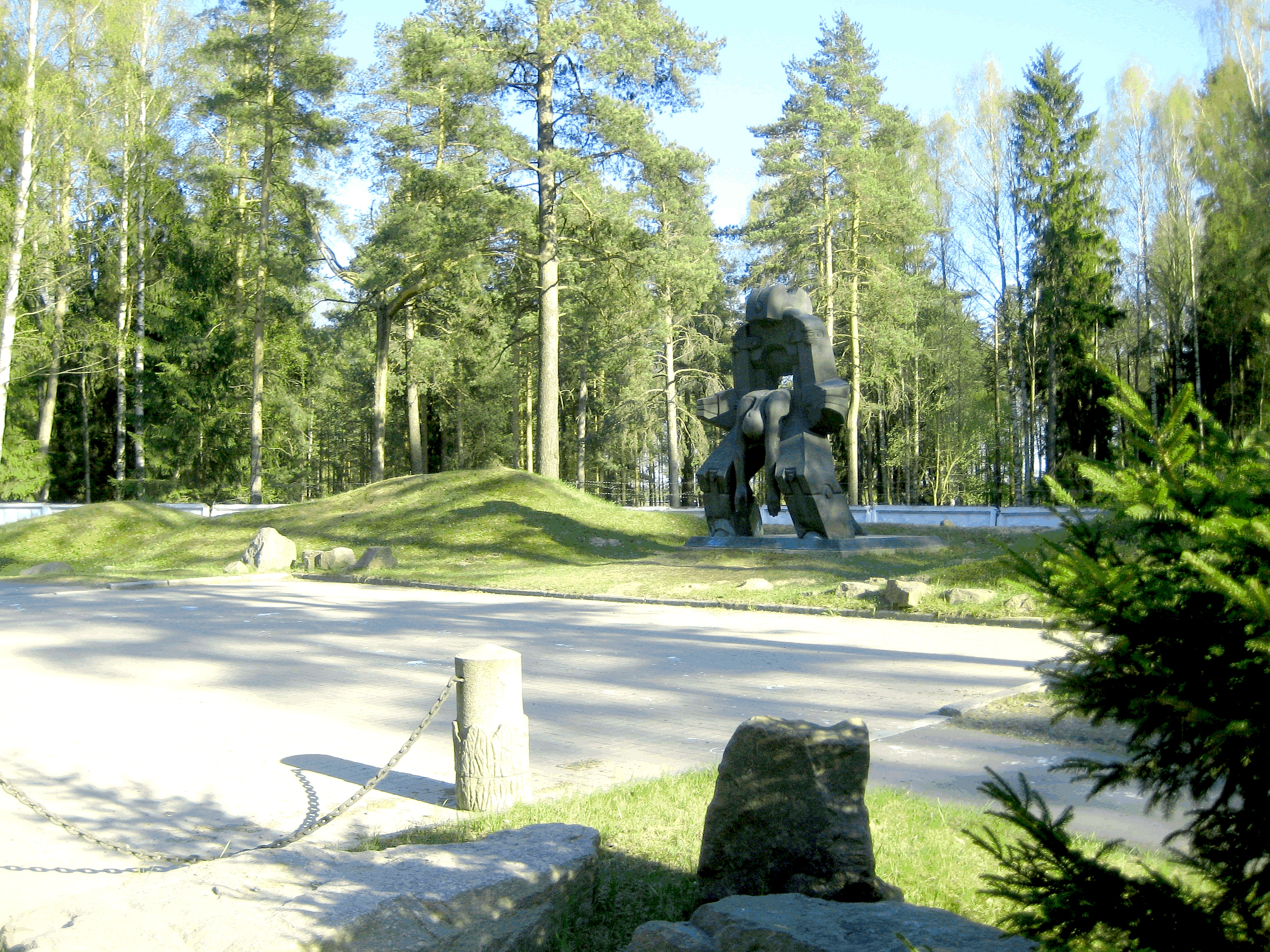
Молох тоталитаризма
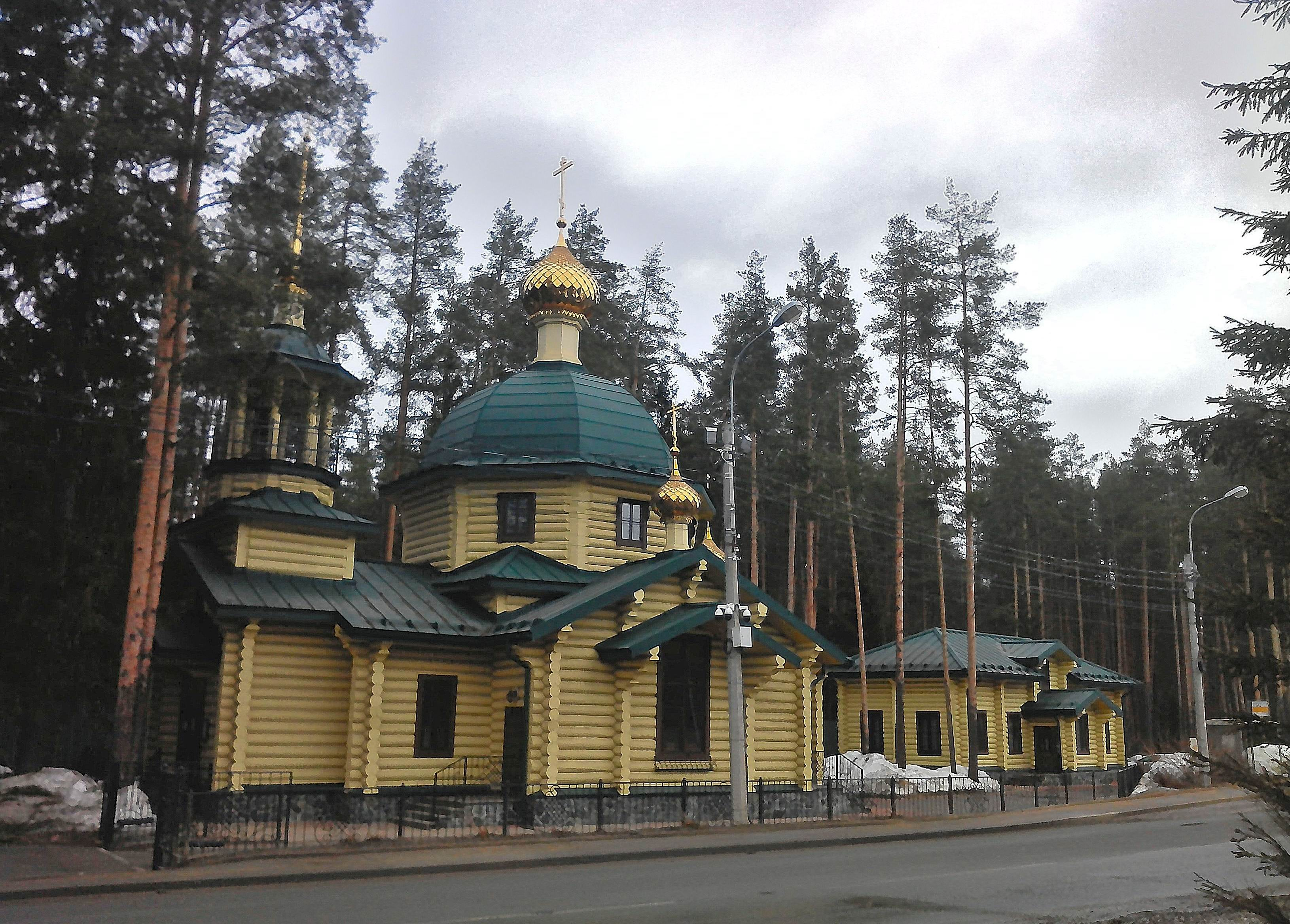
Храм у Левашовского мемориального кладбища

В 2000 году Комитет по потребительскому рынку Администрации Санкт-Петербурга утвердил приказ № 2 от 17 января 2000 года "О Левашовском Мемориальном кладбище («Левашовская пустошь»), в котором были сформулированы основные принципы «мемориального обустройства, благоустройства и содержания территории кладбища как официального места отдания почестей, возложения венков и осуществления иных мероприятий по увековечению памяти жертв политических репрессий». С этого года в День политзаключённого городские власти стали проводить официальные церемонии на кладбище.
В 2008 году проведена капитальная реставрация кладбища. В ходе неё был полностью заменён обветшавший забор. Фрагмент изначального ограждения вместе с картой кладбища на нём разместили у входа на полигон. Были обновлены сарай-гараж и звонница, последняя в результате уменьшилась до 9 метров в высоту.
Распоряжение КГИОП Санкт-Петербурга № 10-605 от 22 декабря 2015 года мемориальное кладбище «Левашовская пустошь» было признано объектом культурного наследия России регионального значения.
Важное место в мемориализации Левашовской пустоши играет и Русская православная церковь. 13 февраля 2005 года в День памяти новомучеников и исповедников российских состоялся общегородской крестный ход к кладбищу. 16 июня 2012 года в Левашовской пустоши впервые была совершена божественная литургия под открытым небом в память о жертвах массовых расстрелов. Богослужение возглавил настоятель Князь-Владимирского собора Санкт-Петербурга протоиерей Владимир Сорокин. 12 мая 2018 года состоялась церемония малого освящения Храма-памятника «Всем святым, в земле Санкт-Петербургской просиявших», построенного при входе на полигон. Службу провёл патриарх Московский и всея Руси Кирилл. 2 сентября 2018 года храм освятил уже полным чином митрополитом Санкт-Петербургским и Ладожским Варсонофием. В прилежащем церковном доме была открыта историческая экспозиция. Также в храме имеется синодик, в который включаются имена жертв советских репрессий
.
В Левашовской пустоши проводятся регулярные поминальные акции: православная — в День памяти новомучеников и исповедников российских в первое воскресенье февраля и в петербургский День всех святых в третье воскресенье после Святой Троицы, католическая — в День всех святых 1 ноября, в первую субботу июня — в День памяти жертв политических репрессий в Санкт-Петербурге, 30 октября — в День политического заключённого. На кладбище также отмечаются дни памяти отдельных социальных групп.
В 2022 году после начала полномасштабной войны с Украиной в России развернулась неофициальная кампания по уничтожению памятников репрессированным. Она затронула и Левашовскую пустошь. В феврале 2023 года неизвестные повредили памятник репрессированным украинцам, спилив упоминание об национальной принадлежности мемориала. В конце июля 2023 года с кладбища исчез польский католический памятник. Официальные власти объявили, что он был «отправлен на реставрацию», однако правозащитники усомнились в этом. В августе того же года членов общества «Мемориал» и представителей консульства Польши не пустили на поминальную акцию на кладбище. 30 октября гражданские активисты установили на месте пропавшего памятника новый, но тот исчез на следующий же день.